# Men with Wings
Men with Wings (Brasil: Conquistadores do Ar / Portugal: Homens com Asas) é um filme estadunidense de 1938, do gênero drama de guerra, dirigido por William A. Wellman e estrelado por Fred MacMurray e Ray Milland. Wellman e o roteirista Robert Carson vinham do sucesso A Star Is Born; Wellman também dirigiu Wings, outra aventura de guerra, vencedora do primeiro Oscar de Melhor Filme em 1929. Tudo isso, aliado a uma produção luxuosa, ao uso do ainda raro Technicolor e a um elenco de peso, fazia prever outro triunfo para a Paramount. Contudo, apesar de algumas excitantes cenas aéreas, o filme esbarrou no roteiro, que seguia a velha fórmula do triângulo amoroso, o que se revelou frustrante nas bilheterias.
Donald O'Connor aparece logo no início, como o personagem de Fred MacMurray ainda criança.

## Sinopse
A história da aviação, desde os Irmãos Wright até a década de 1930, é mostrada paralelamente à vida de dois amantes do ar: Pat Falconer, que luta na Primeira Guerra Mundial e mais tarde vai ajudar os chineses contra a invasão nipônica, e Scott Barnes, que sempre preferiu dedicar-se à pesquisa da arte do voo. Pat é casado com Peggy, que também é amada silenciosamente por Scott.

## Elenco
| Ator/Atriz      | Personagem    |
| --------------- | ------------- |
| Fred MacMurray  | Pat Falconer  |
| Ray Milland     | Scott Barnes  |
| Louise Campbell | Peggy Ranson  |
| Andy Devine     | Joe Gibbs     |
| Lynne Overman   | Hank Rinebow  |
| Porter Hall     | Hiram Jenkins |
| Walter Abel     | Nick Ranson   |
| Kitty Kelly     | Martha Ranson |
| Frank Clarke    | Burke         |